# Pays d'Ouche
Pour les articles homonymes, voir Ouche.
Le pays d'Ouche est un pays normand qui comprend le nord-est du département de l'Orne et le sud-ouest de celui de l'Eure. Centrée sur la vallée de la Risle en amont de Beaumont-le-Roger, cette région naturelle est délimitée par la Charentonne au nord et par l'Iton à l'est. Elle confine au pays d'Auge, à la campagne de Falaise et à la campagne d'Alençon à l'ouest, au Perche et au Thymerais au sud, à la campagne de Saint-André à l'est, au Lieuvin et à la campagne du Neubourg au nord. La ville la plus peuplée du pays d'Ouche est L'Aigle.

## Géographie

### Limites du pays d'Ouche
Sont inclus dans le pays d'Ouche :
- Canton de Conches-en-Ouche, en totalité.
- Canton de Beaumesnil, en totalité.
- Canton de Bernay-Est, sauf Carsix, Menneval, Saint-Léger-de-Rôtes et Serquigny.
- Canton de Broglie, sauf Capelle-les-Grands et Grand-Camp.
- Canton de Rugles, en totalité.
- Canton de la Ferté-Frênel, en totalité.
- Canton de L'Aigle-Ouest, en totalité.
- Canton de l'Aigle-Est
- Nord du canton de Verneuil-sur-Avre.
- Le Sap-André dans le canton de Gacé.

### Paysages et activités agricoles

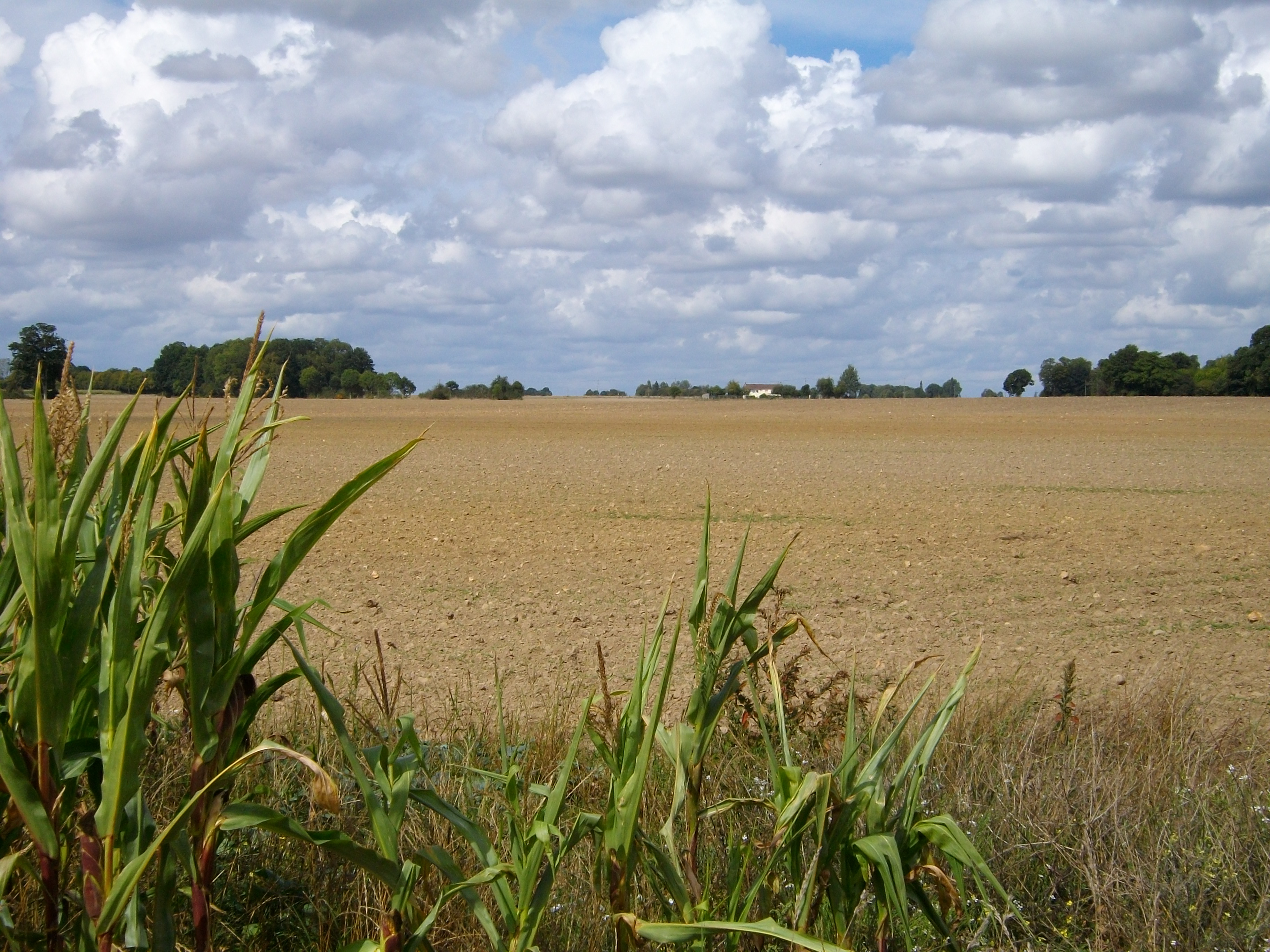
Paysage du pays d'Ouche

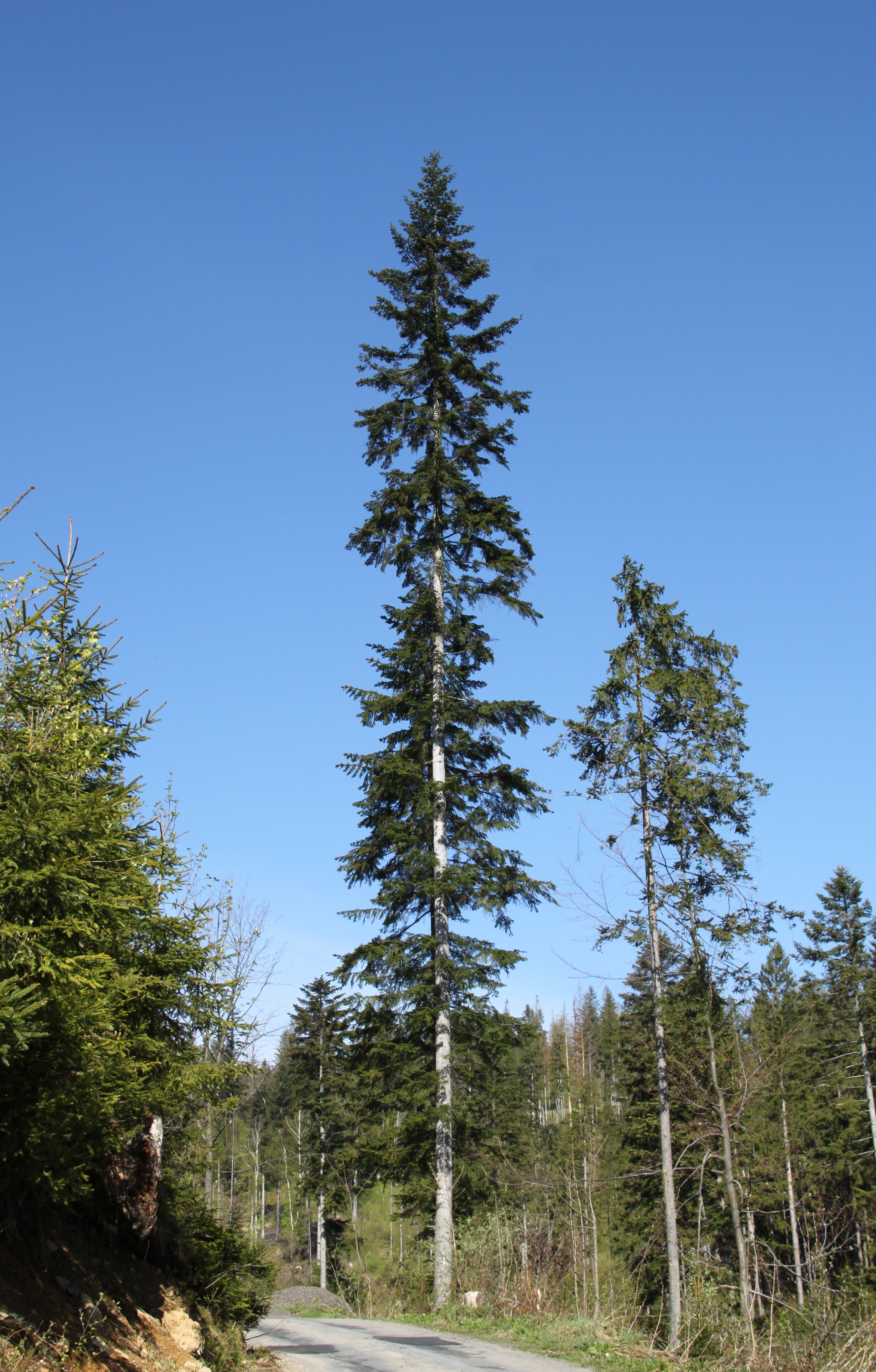
Sapin de l'Aigle.

Le pays d'Ouche est composé d'un vaste plateau d'une altitude moyenne comprise entre 200 et 300 m, sillonné principalement par les vallées de la Risle, de l'Iton, de la Charentonne et de l'Avre.
C'est traditionnellement une région agricole aux paysages de bocage et de champs ouverts (openfields). Il est également entrecoupé ou limité par des massifs forestiers (forêt de Breteuil, forêt de Saint-Évroult, forêt de Conches, forêt de Beaumont) et des bois. Il contribue à faire du département de l'Eure, dans lequel se situe sa plus grande partie, le département le plus boisé de Normandie (21 % de son territoire).

#### Nature des sols
Les sols y sont relativement pauvres comparés à des pays avoisinants comme le Roumois, mais il s'agit aussi d'un sol d'argile à silex, produit de la décalcification du substrat crayeux, recouvert de limons des plateaux d'origine éolienne (lœss), d'épaisseur variable, des affleurements de grès ferrugineux mélangé de silex (appelé « grison »).

#### Couverture forestière
Ses forêts sont caractérisées par la fréquence du chêne, la rareté du hêtre, surtout dans la partie sud, en raison notamment d'une pluviométrie insuffisante. Par contre, le sapin pectiné, plus localement sap, cf. Le Sap-Mèle, Le Sap-André, la Sapaie, la Sapaie à Grandchain et à Gisay-la-Coudre, y serait présent depuis le dernier âge glaciaire d'après les botanistes. Il s'agit d'un isolat à l'ouest de l'Europe d'une espèce qui pousse normalement dans des zones montagneuses du sud, du sud-est et du centre-est de l'Europe. C'est pourquoi on le désigne sous le nom de sapin de Normandie ou de sapin de l'Aigle. C'est aussi la seule espèce de sapin indigène d'un territoire situé dans l'Ouest de la France. La majorité des bois et forêts sont des propriétés privées, dont la forêt de Beaumont qui compte parmi les plus grandes forêts privées de France.

#### Agriculture et transformation des paysages
Le pays d’Ouche a une solide tradition d’élevage bovin, mais de nombreuses exploitations se sont reconverties dans la production de céréales. Cette modification du type de production agricole entraine, comme dans de nombreux endroits, une altération du paysage qui perd peu à peu son aspect bocager pour devenir celui des grandes plaines où l'arbuste et l'arbre se raréfient.

### Urbanisation
Les principales villes sont L'Aigle, Breteuil-sur-Iton, Conches et Rugles.
Parmi les principaux bourgs, on dénombre La Barre-en-Ouche, La Neuve-Lyre, La Vieille-Lyre, La Ferrière-sur-Risle, Montreuil-L'Argillé et Broglie.
C'est une région peu urbanisée dans son ensemble.

### Activité industrielle
C'est aussi une région industrielle (par exemple : tréfileries à Rugles, Manufacture Bohin à Saint-Sulpice-sur-Risle).

#### L'exploitation du fer
Les forêts reposaient sur des gisements de fer superficiels qui ont été exploités avant les Romains par les férons. La qualité du fer est sans doute pour beaucoup dans le développement industriel du pays d'Ouche dès la fin du Moyen Âge. Les fonderies connaissent un essor important au XVe siècle et cela jusqu'au XVIIe siècle. Les cours d'eau comme la Charentonne ou la Risle permettent l'installation de moulins à eau dont les roues à aubes actionnent la machinerie qui sert à activer les soufflets, les marteaux et les rouleaux des forges. La ville de Rugles est la seule qui maintiendra une activité de ce type jusque dans les années 1960 : la fabrication d'épingles, la ferronnerie et la quincaillerie pour des équipementiers automobiles et des selliers-bourreliers.

#### La production des épingles
Après l'invention du haut fourneau, les férons habitant dans la forêt se sont reconvertis à la fabrication des épingles, avec du laiton importé par les Hollandais. Au XVIIe siècle, l'industrie des épingles employait environ 1 300 personnes pour une production de un à deux milliards d'épingles par an. L'usine de Bohin à Saint-Sulpice-sur-Risle est une subsistance de cette activité.

## Toponymie
Le pays d'Ouche est qualifié d'Uticus Pagus en latin médiéval. La plus ancienne mention est Uticus, terme utilisé pour désigner l'abbaye de Saint-Évroult dans un diplôme de Charles le Simple en l'an 900 : monasterio qui vocatur Uticus, Utica en 1048, Occa en 1088. On trouve également mention d’Otth-a sans doute pour *Otthica dans un rôle (Rôle des biens tombés en la main du Roi en la baillie de Lisieux après la conquête de la Normandie par Philippe Auguste au XIIIe siècle).
Ouche est issu plus précisément du féminin Utica, de sens obscur, sans rapport avec le terme roman ouche issu du bas latin olca d'origine gauloise que l'on retrouve sous cette forme en provençal olca.
Utica dérive de la racine ot- / ut-, thème prélatin (d'origine gauloise [?]), suivi du suffixe gaulois *-ika. Ce suffixe semble permettre la substantivation, ce qui se vérifie ici. On compare avec *Aremorika, Armorique et *Pertika, Perche.
La racine ot- se retrouve au masculin dans le nom de l'ancienne paroisse d'O, rattachée à Mortrée (Orne, Oht, Hot 1050, Oth 1100) et au féminin dans le nom de la forêt d'Othe (Yonne, Otta XIIe siècle) et pourrait avoir une signification en rapport avec la forêt. Si le thème est préceltique, il peut avoir été adapté en gaulois, comme le montre la suffixation en -ica, la Normandie étant exempte d'éléments préceltiques identifiés avec certitude.
Il est tentant de mettre en parallèle une *silva Utica à la silva Pertica (Perche) située au sud-est, sans que l'on connaisse exactement la nature de cette opposition.

## Histoire
La contrée est habitée au moins depuis le Néolithique, comme en témoignent de nombreux mégalithes (menhirs et dolmens), dont certains sont classés à l'Inventaire des monuments historiques.

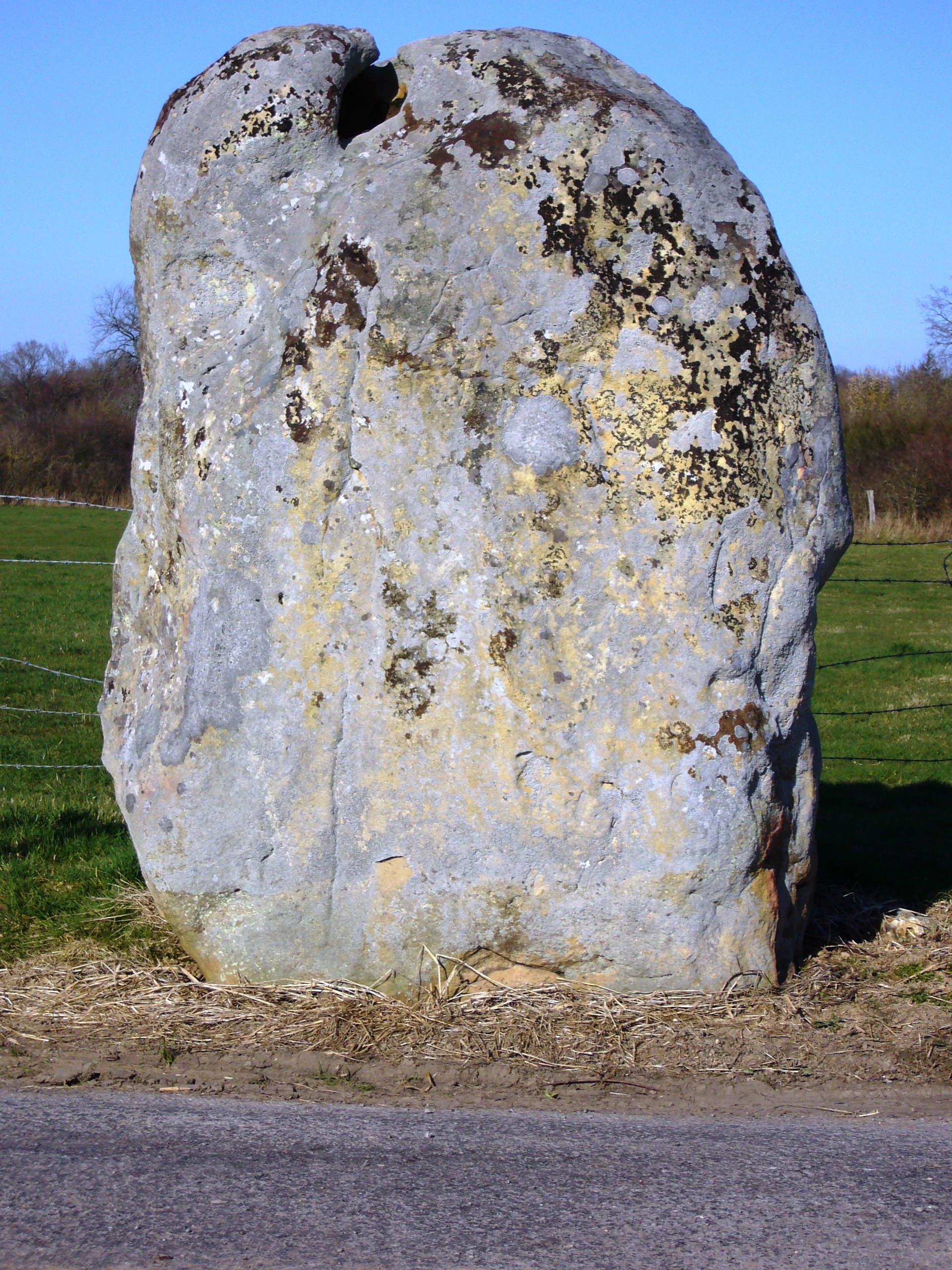
La Longue Pierre

Dolmen de Rugles, à Ambenay » (classé au titre des monuments historiques ( Classé MH (1900))
Menhir de la Longue Pierre à Landepereuse (= « lande pierreuse » en dialecte) ( Classé MH)
Menhir à Montreuil-l'Argillé
Menhir à Neaufles-Auvergny ( Classé MH)
Menhir de Thevray
Dolmen à Verneusses ( Classé MH)
À l'âge de la Tène celtique commence à se développer la métallurgie qui va perdurer jusque l'époque moderne, comme le montrent des noms de lieux celtiques ou gallo-romains dérivés sur l'élément isarnon, fer, cf. breton houarn(comme Cernay de *(I)sarnāko avec un suffixe -āko de localisation ou Cernières de *Sarnerias avec un suffixe latin). Le territoire d' Utica où le fer affleure et où le bois de chauffe pour les fours se trouve à profusion, favorise cette industrie. Le cours sud de la Risle marquait-il comme au nord, la limite du territoire des Lexovii (ou Lixovii), peuple celtique dont la civitas d'époque gallo-romaine Noviomagos deviendra Lisieux? On peut penser que la Charentonne, affluent de la Risle constituait cette limite au sud, mais sans certitude, laissant l'ouest, c'est-à-dire la majeure partie du pays d'Ouche aux Aulerci Eburovici. Toujours est-il qu'Utica se trouvait à cheval sur le territoire de deux peuples qui, avec les Unelli du Cotentin, participèrent au soulèvement contre Rome et ses partisans gaulois en 52 av. J.-C.
Le pays d'Ouche resta sans doute une marche boisée, entre le territoire des Lexoviens et des Eburovices. La toponymie celtique et gallo-romaine est assez pauvre dans ce « pays », tout autant que celle d'époque mérovingienne et carolingienne. Cela laisse penser que l'occupation humaine a dû rester très faible sur ces périodes. Malgré tout, on note quelques traces linguistiques de petits établissements germaniques. Par exemple, aux Bottereaux, les restes d'une motte féodale du Haut Moyen Âge à l'emplacement de l'actuel Manoir de Rebais, qui doit probablement son nom au germanique *rausbakiz « le ruisseau au roseau » que l'on trouve fréquemment dans le nord de la France et dans l'Europe germanique (ainsi Rebets, Seine-Maritime, Rosbacium 854 ; Rebais, Seine-et-Marne, Resbacis 635 ou encore Rebecq, Belgique, Rosbacem 877, etc.), non loin de là, le village de Neaufles (Nealfle 1214) suggère la présence possible d'un lieu de culte païen (les Francs et les Saxons étaient restés attachés à leurs religions d'origine, lorsqu'ils s'installèrent en Gaule), en effet, ce type de noms (cf. aussi Neaufle, Neauphles, Neauphe, Niafles) se rencontre exclusivement au nord de la France, composé du germanique *neuja « neuf » (cf. moyen néerlandais nieuwe, vieux saxon niuwi) et alach « maison, temple » (cf. gotique ahls, temple; vieux haut allemand alah, moyen haut allemand ala) et que l'on retrouve dans Bouafles (Eure, Bodalca 750). On rencontre aussi des anthroponymes germaniques de type rare, de telle sorte qu'on peut les attribuer à des colons et non pas à un phénomène de mode comme les Bernard ou Gérard, etc. en vogue au Haut Moyen Âge et aussi devenus noms de baptême. Il s'agit par exemple d'un *Rotbradus dans Rubremont, Sigebertus dans Sébécourt, qui se perpétue dans le nom de famille Sébert (uniquement normand et picard), ou encore d' Anseredus dans Bois-Anzeray (Boscus Anseredi 1206) resté dans le nom de famille Anzeray, fort rare et uniquement attesté dans l'actuelle Haute-Normandie au Moyen Âge (autre exemple en toponymie dans Angerville-Bailleul ; Seine-Maritime, Anseredivilla fin XIIe siècle, Anserville jusqu'au XVIIe siècle). Cependant, les nouveaux venus vont probablement être trop peu nombreux pour assimiler les indigènes gallo-romains, ils vont au contraire adopter le bas latin, même un peu influencé par leurs propres idiomes. Ils vont marquer la culture locale, donnant naissance à une civilisation gallo-franque. Des toponymes gallo-romans (pour partie restés gaulois) témoignent de la permanence du peuplement antique, tels Ambenay, Cernay, Thevray, Chambray, même si leur petite quantité, tout comme celle des toponymes germaniques, plaide plutôt en faveur d'une région faiblement habitée à l'origine.
Plus tard, le moine Orderic Vital, dans son Histoire de la Normandie évoque une certaine dépopulation pendant l'Âge des Vikings : « À cette époque, ravagé par les Danois, le territoire d'Ouche ne fut plus cultivé que par un petit nombre d'habitants. » Ainsi, des parcelles auraient tout de même été mises en culture depuis une certaine antiquité, avant d'être plus ou moins abandonnées.
Cependant, au Xe siècle, la région ne connait pas d'implantation massive des colons anglo-scandinaves comme c'est le cas dans le Roumois, la Campagne du Neubourg et le nord de l'Évrecin. Quelques seigneurs, dont le nom est un indice de l'origine nordique marquent la contrée, tel ce Heugon (également Helgon, ce terme signifiant « saint » en suédois moderne, mais ici réfection de Helgi. Cf. Heugueville) au XIe siècle, qui va épouser une fille d'Ernaud Giroie, seigneur d'Échauffour et de Montreuil-l'Argillé et qui va hériter du titre par décision ducale. Ce seigneur laisse son nom à Saint-Martin-le-Heugon, aujourd'hui Heugon. À peine note-t-on quelques toponymes marginaux caractéristiques de cette époque: Corneville-la-Fouquetière, composé avec le nom de personne norrois Korni [homonyme de Corneville-sur-Risle (Roumois), même élément dans Cornemare (pays de Caux)]; Le Chamblac c'est-à-dire « le Champ de Blakkr ou Blakkari », noms de personne norrois; l'Ételon (Beaumesnil), peut-être du vieil anglais steġili (en pente) et norrois lundr (bois) devenu souvent -lon, -ron, -non en fin de mot, la forme complète étant londe, terme utilisé dans le dialecte normand jusqu'au XVe siècle; Quincarnon homonyme d'Écaquelon dans le Roumois et signifiant « bois des voleurs ». On le voit, encore des références à l'aspect boisé des lieux.
Ensuite, avec le développement de l'économie au XIe siècle et son corollaire, l'augmentation de la population, on constate des défrichements importants à partir de cette époque. Là-encore, la toponymie médiévale nous renseigne sur les conquêtes d'espace à cultiver. Les bois et bosquets laissés par ces essartages sont nombreux comme en témoignent : Bosc-Renoult-en-Ouche; Bois-Anzeray; Le Bocage; etc.
De la même manière, l'action des monastères dans le défrichage est attestée par les nombreux lieux de Saints : Saint-Aubin-le-Vertueux, Saint-Aubin-sur-Risle; Saint-Aubin-des-Hayes; La Haye-Saint-Sylvestre; etc. Haye (moderne haie) signifiant « lisière de forêt » à l'origine. En effet, quatre monastères bénédictins partageaient leur influence sur le pays d'Ouche où ils possédaient des forêts, des domaines ruraux, des moulins et des bourgs: l'abbaye de Saint-Evroult, l'abbaye Saint-Pierre et Saint-Paul de Conches et l'abbaye de Lyre.
Plus tard, le développement de la propriété privée, engendrée en partie par la disparition du servage en Normandie, multiplie les lieux en -erie, -ière, basés sur un nom de personne.

## Personnalités remarquables
Le pays d'Ouche est la patrie de :
- la famille de Livet, de noblesse ancienne, à l'origine de branches françaises, mais aussi anglaises
- Guillaume de Conches, grammairien, philosophe et théologien médiéval lié à l'École de Chartres
- Jean Boivin de Villeneuve (1663-1726), membre de l’Académie française, titulaire de la chaire de professeur en langue grecque au collège de France
- Jacques Daviel (1696-1762), né à La Barre-en-Ouche, chirurgien-oculiste qui a, le premier en France, pratiqué avec succès l'opération de la cataracte
- Guillaume Liberge de Granchain (1744-1805), navigateur et géographe
- Denys le Maréchal, né à Rugles en 1755, qui serait l'inventeur de l'industrie des épingles, des laminoirs et tréfileries du cuivre et l'un des inspirateurs de la théorie de la division du travail d'Adam Smith (1723-1790)
- Jean-François-Léonor Mérimée (1757-1836), peintre et chimiste français, né à Broglie, père de Prosper Mérimée
- Marie-Anne-Charlotte de Corday d’Armont (1768-1793), retenue par l'Histoire sous le nom de Charlotte Corday
- Louis-René Gallery (1774-1843), chouan, compagnon de Louis de Frotté
- Augustin Fresnel (1788-1827) père de l'optique moderne né le 10 mai 1788 à Broglie
- Léonce Abaye (1819-1913) [11], père de la mécanisation et de l'industrialisation de la production fromagère, associé à Édouard Fournier, il participe à la création de la société Lanquetot
- François Décorchemont (1880-1971), maître verrier qui réalisa les vitraux de très nombreuses églises dans l'Eure et de l'église Sainte-Odile de Paris, est né et mort à Conches
- Jean de La Varende (1887-1959), qui lui a consacré un recueil de nouvelles, a fait du pays d'Ouche le lieu privilégié de ses œuvres : « […] Voici les grâces secrètes de cette contrée. Le petit fleuve s'accoude à gauche sur une forte colline chargée d'arbres, mais cerne, à droite, une haute et lente moquette qui s'exhausse vers le sud. L'eau l'entoure d'un trait pur et chantant. […] » La Nation Française no 82 / 2 mai 1957 / Les promenades / Champignolles
- Elmire Vautier (1897-1954), actrice de cinéma

D'autres y ont vécu ou y vivent encore : 
- Le château des Nouettes à Aube fut la résidence de la comtesse de Ségur, née Rostopchine, à partir de 1820 ; c'est là qu'elle écrivit ses célèbres récits
- Louis Aragon (1897-1982) y écrivit : « À Sainte-Marthe [...] Une villa normande au bord de la forêt » (Les lilas et les roses, Le Crève-cœur, L'œuvre poétique, 2e éd., tome III, livre IX, p. 1107), et « [...] ce pays où j'arrivais vers le soir du 13 juin 1940 à Verneuil[...]. J'étais si fatigué [...]. Là, dans la paille, avec le poste radio qui m'était confié, j'ai pris les nouvelles [...]. Et c'est là, qu'on nous a dit, ce soir, que Paris s'est rendu... Nous étions trois ou quatre, muets, dans le grenier [...], et tout à coup le poste s'est tu... » (La Mise à mort, p. 168)
- Philippe Delerm, né en 1950, vit à Beaumont-le-Roger depuis 1975 ; c'est là qu'il a écrit ses quarante-trois livres et « [...]. Eh bien Champignolles existe, je l’ai rencontré, et me demande comment j’avais pu l’ignorer aussi longtemps. » Promenades poétiques, Champignolles / De France, ou d’Angleterre, Eure Inter Magazine no 56 / novembre 1993, etc.

## Monuments et sites remarquables
- Château de Beaumesnil, surnommé Mesnilroyal par Jean de La Varende dans son roman Nez-de-Cuir.
- Tour de Thevray, rare exemple subsistant de l'architecture militaire du XVe siècle
- Château du Blanc-Buisson à Saint-Pierre-du-Mesnil, parties les plus anciennes datant du XIIIe siècle
- Broglie, nombreuses maisons anciennes à colombage.
- La Ferrière-sur-Risle, vieux village avec halle de marché médiévale.
- Conches-en-Ouche, château médiéval sur motte et église Sainte-Foy.
- Château de Villers-en-Ouche, édifice de style classique du XVIIe siècle
- Site naturel et village de Champignolles
- Château de Granchain de style classique
- Manoir de Rebais aux Bottereaux, construit en brique, de style Renaissance et Second Empire
- Ancienne église Notre-Dame-Outre-l'Eau à Rugles, dont l'appareillage de pierre à chaînage de briques et d'autres matériaux de construction vient d'un monument gallo-romain précédent.
- Manufacture Bohin et église de Saint-Sulpice-sur-Risle
- Abbaye de Saint-Évroult

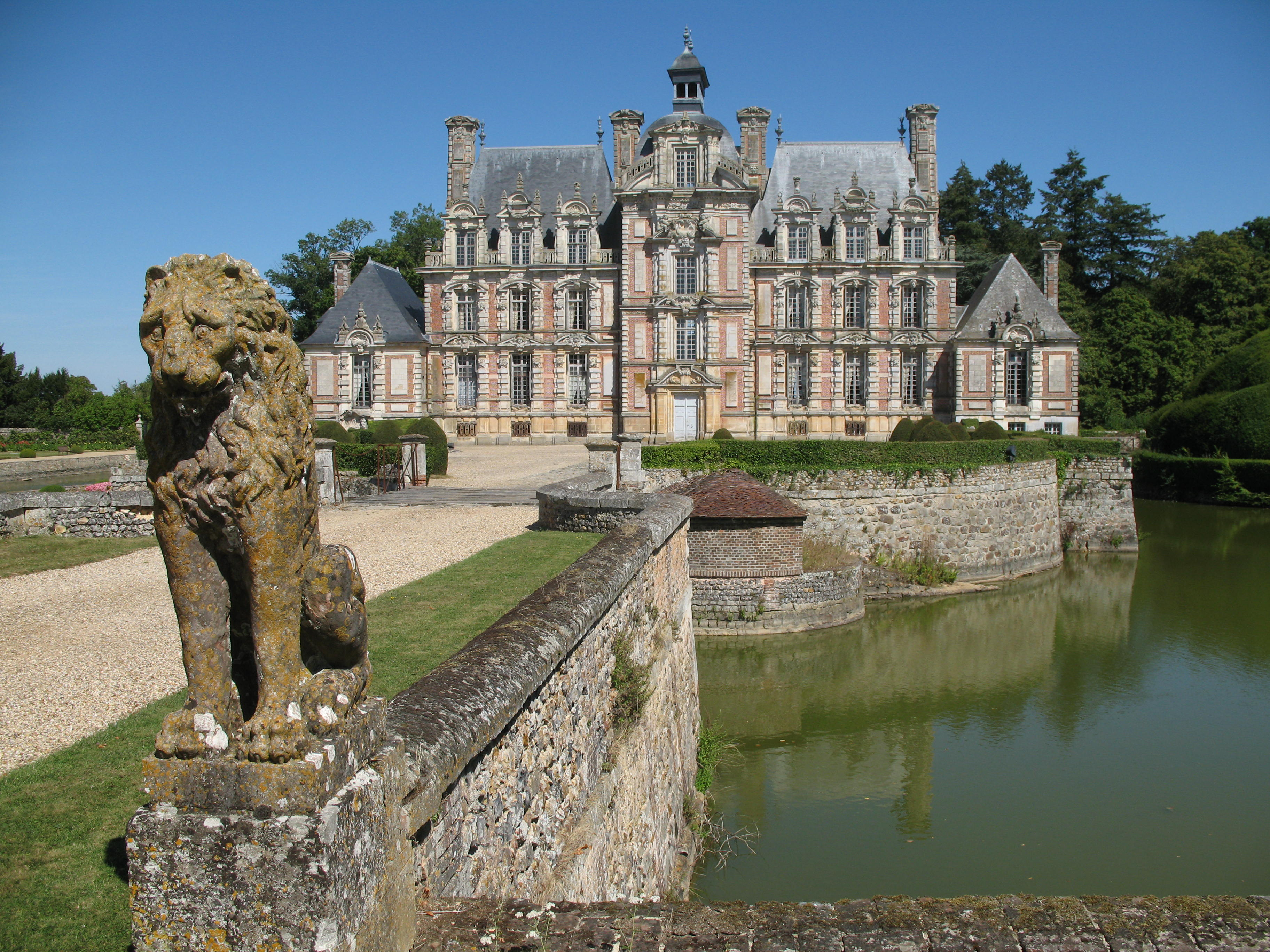
La façade du château de Beaumesnil
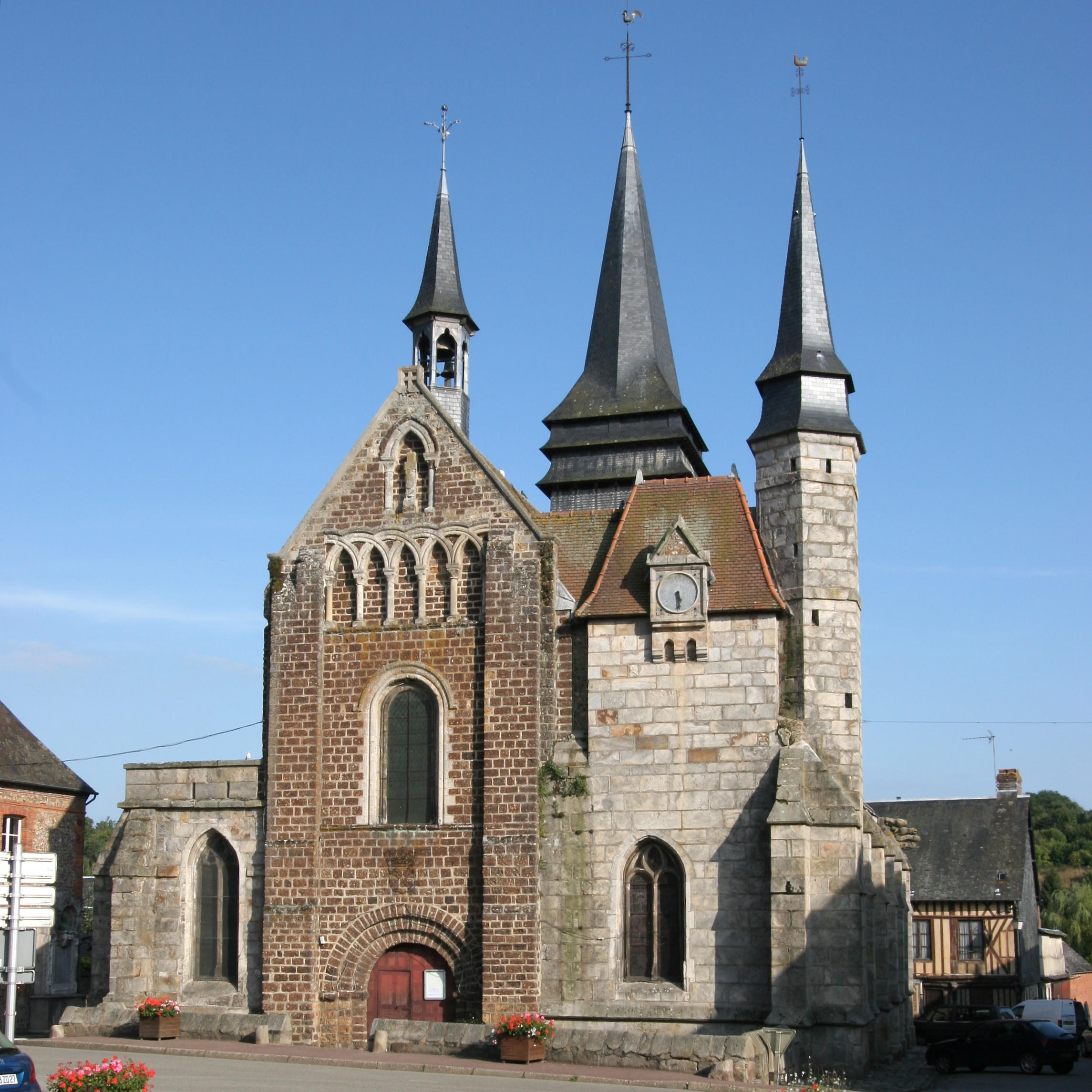
Église paroissiale de Broglie en brique et en grison local
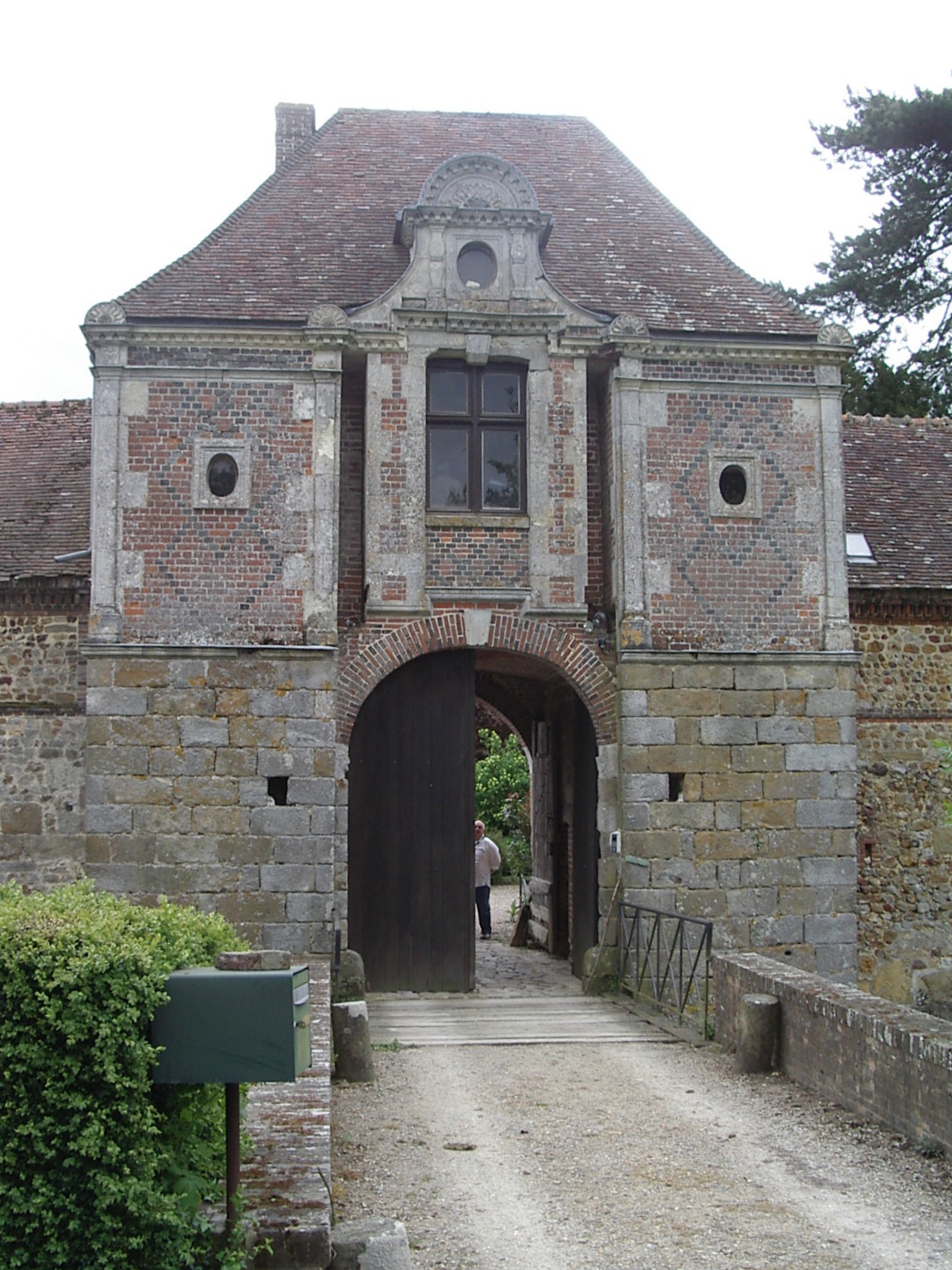
Porche du château du Blanc-Buisson
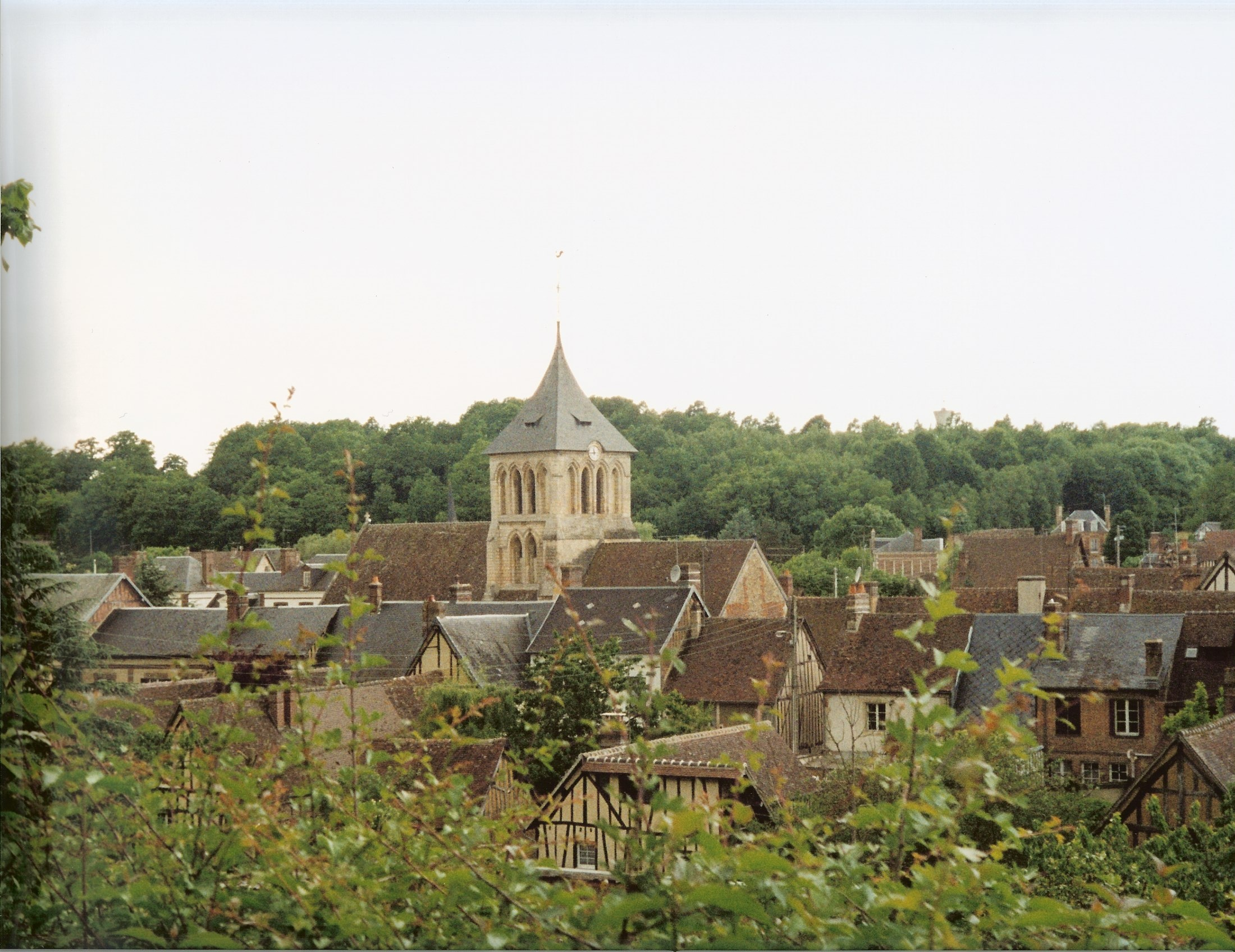
Vue de La Ferrière avec son clocher gothique
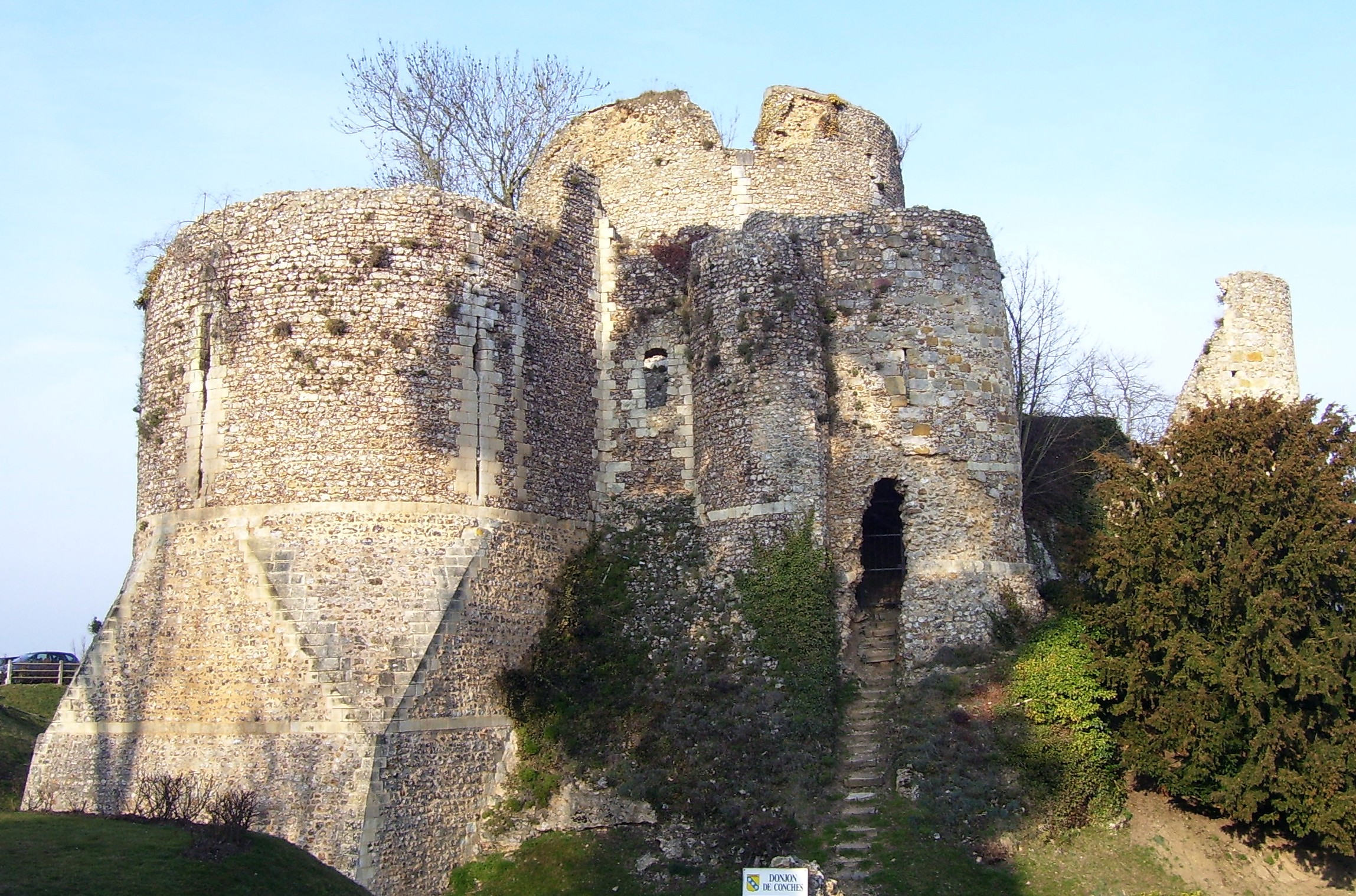
Vue du donjon médiéval de Conches
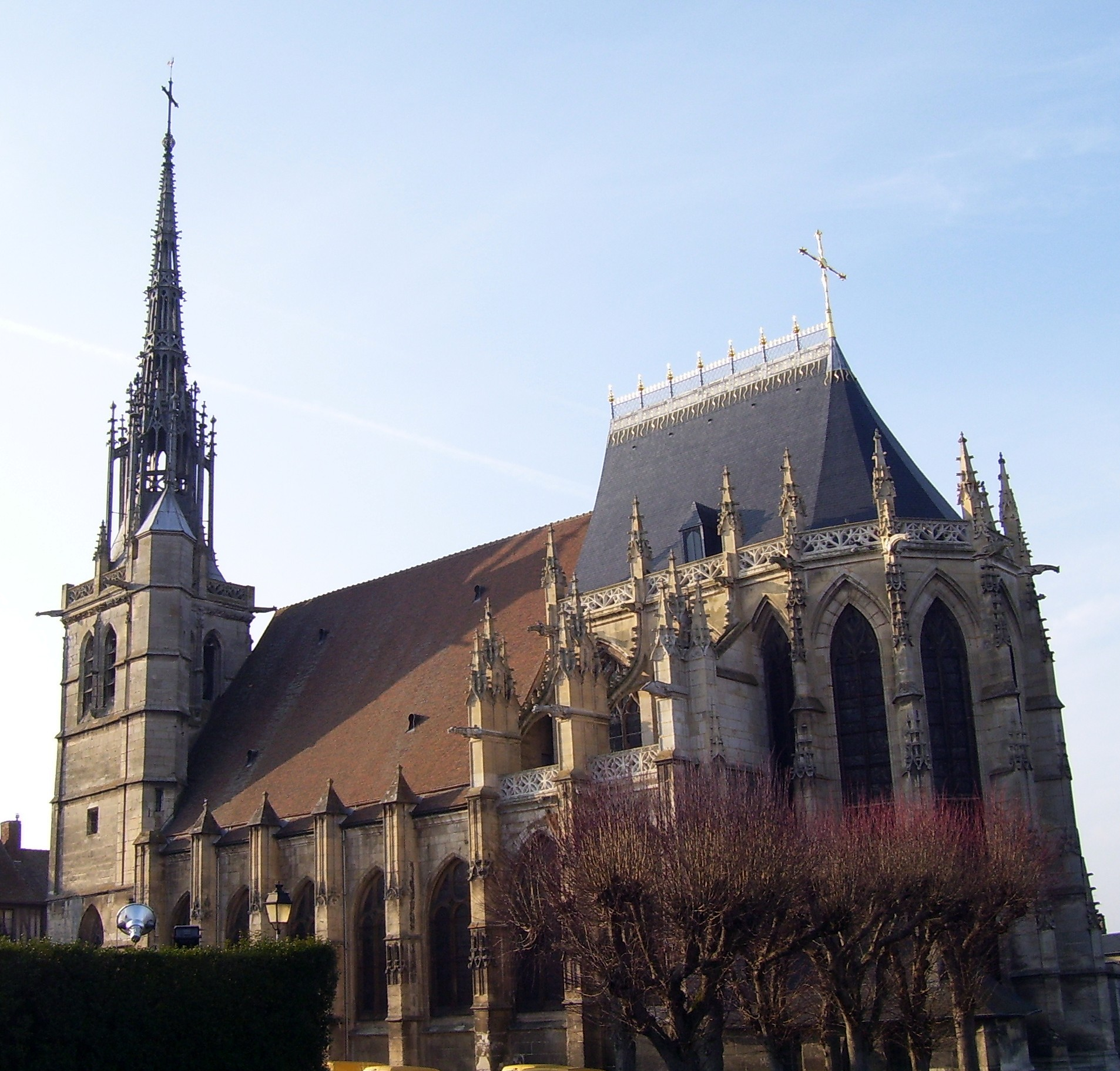
Vue sud de l'église Sainte-Foy de Conches
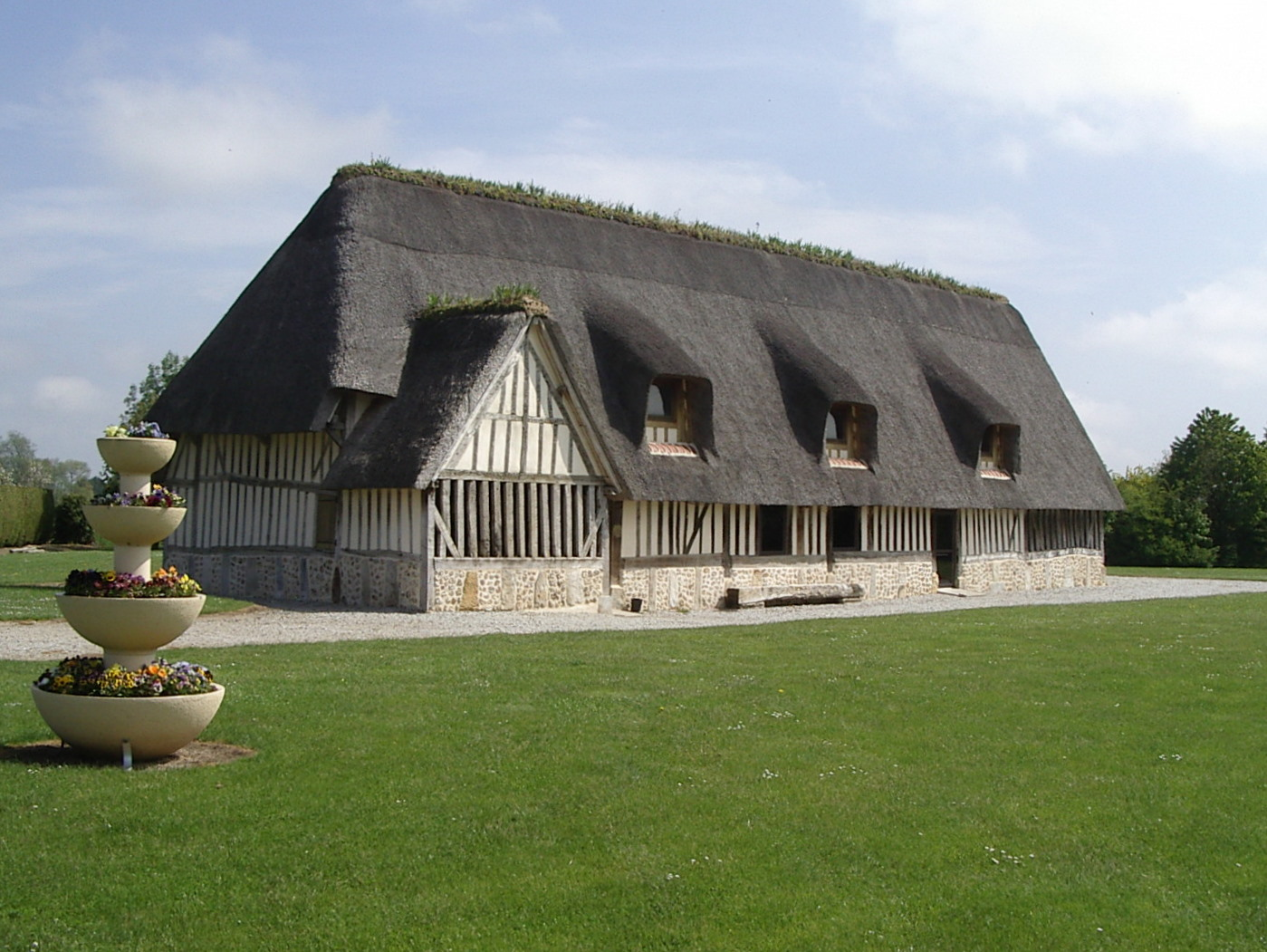
Bâtiment de pressoir (Les Jonquerets-de-Livet)
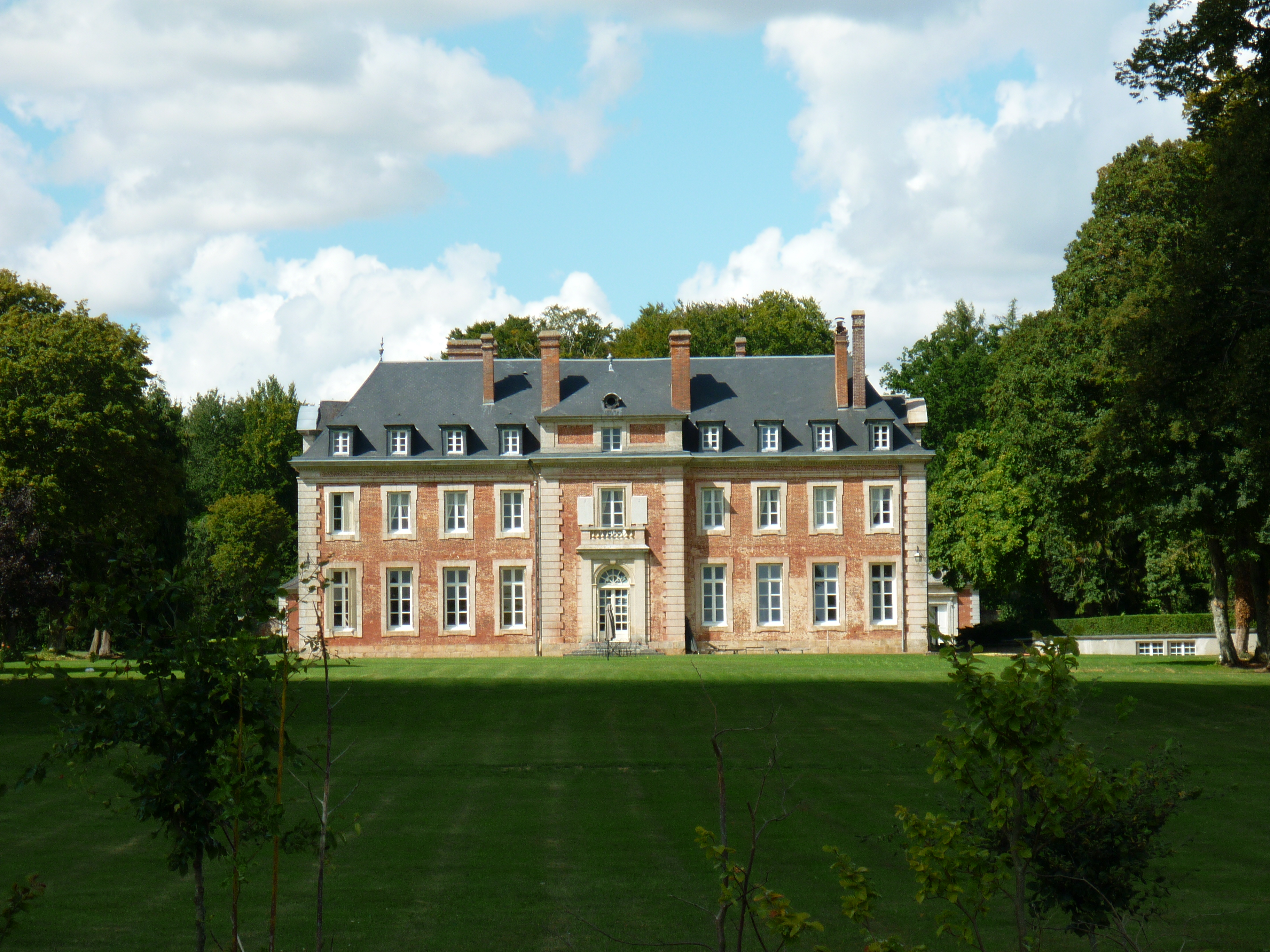
Château de Granchain
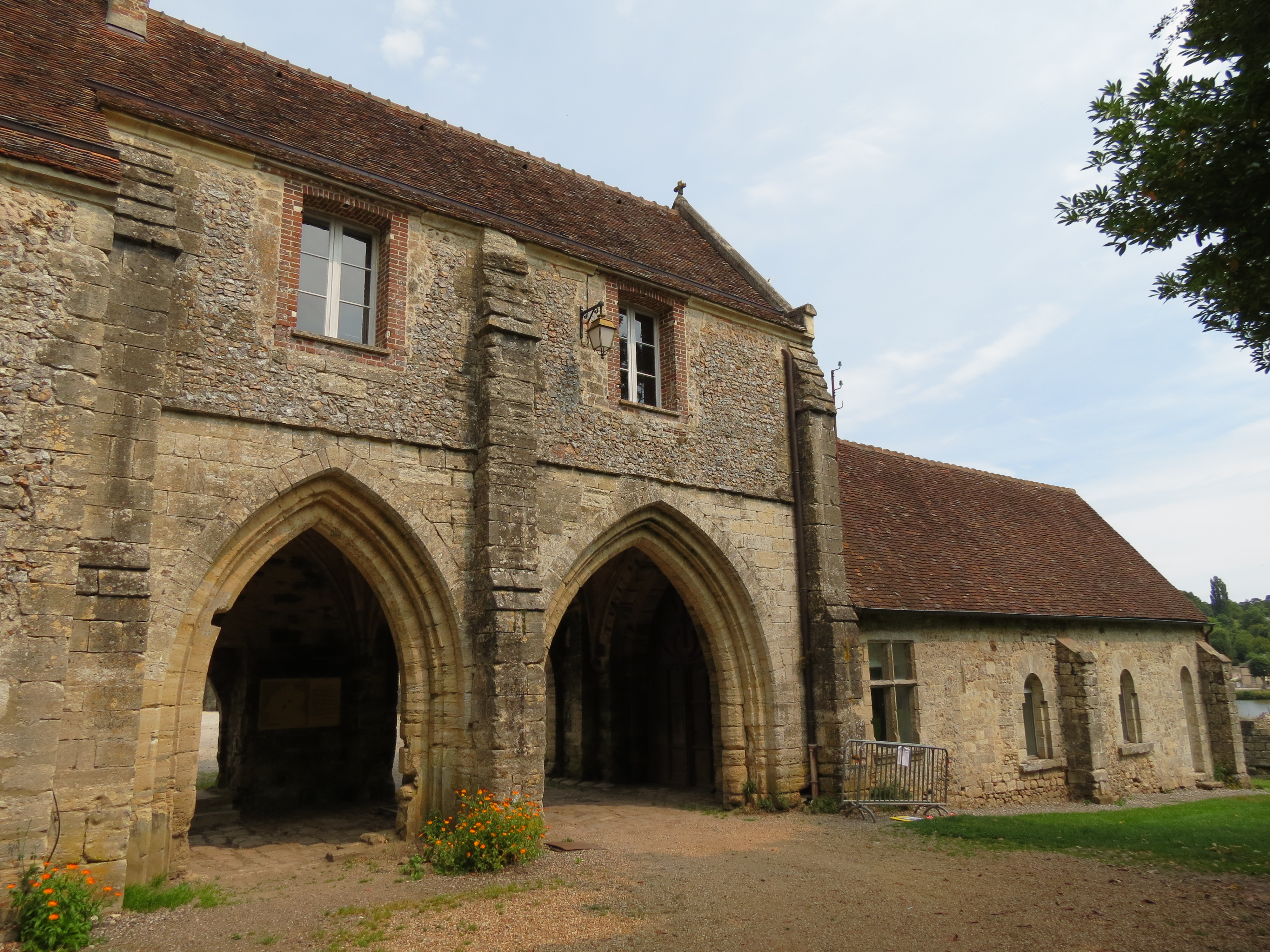
Abbaye de Saint-Évroult